# Nonus von Bailer
Nonus Bailer, ab 1887 von Bailer, (* 13. März 1820 in Ulm; † 29. September 1892 ebenda) war ein württembergischer Oberamtmann.

## Leben
Nonus Bailer war der Sohn des Polizeisoldaten Johannes Bailer und seiner Ehefrau Ursula geb. Uhlmann, wuchs in Ulm auf und besuchte dort auch die Schulen. Von 1834 bis 1837 erlernte er die Schreiberei in der Oberamtskanzlei Wiblingen. Von 1839 bis 1841 studierte er Regiminalwissenschaften in Tübingen. 1842 legte er die erste und 1845 die zweite höhere Dienstprüfung ab. Seine berufliche Laufbahn begann 1837 bis 1839 und 1841 bis 1845 als Oberamtsgehilfe und Revisionsassistent in Wiblingen, Ulm, Besigheim und Cannstatt. 1845 wurde er Stadtdirektions- und Aktuariatsverweser in Stuttgart und 1846 Kanzleihilfsarbeiter bei der Regierung des Schwarzwaldkreises in Reutlingen und Polizeikommissariatsverweser in Stuttgart. Weitere Stationen beim Oberamt Heidenheim, beim Kriegsministerium und beim katholischen Kirchenrat folgten. Seine erste Stelle als Oberamtmann erhielt er von 1853 bis 1857 in Riedlingen. Von 1857 bis 1870 leitete er das Oberamt Wangen, von 1870 bis 1882 das Oberamt Ehingen und zum Abschluss seiner Berufslaufbahn von 1882 bis 1890 das Oberamt Biberach. 1890 trat Nonus Bailer in den Ruhestand.
Er war verheiratet mit Marie Friederike geb. Mack, Tochter von Georg Jakob Heinrich Mack, Stadtschultheiß in Heidenheim an der Brenz. Ihr Sohn Julius von Bailer (1853–1918) wurde Offizier und ging als Generalmajor z. D. in Pension.

## Ehrungen
- 1874 Ritterkreuz erster Klasse des Friedrichs-Ordens
- 1887 Ritterkreuz des Ordens der Württembergischen Krone, welches mit dem persönlichen Adelstitel (Nobilitierung) verbunden war